# 元本郷町
元本郷町（もとほんごうちょう）は、東京都八王子市の地名。現行行政町名は元本郷町一丁目から四丁目。住居表示は実施済み区域。郵便番号は192-0051（八王子郵便局管区）。

## 地理
八王子市の中央部に位置する。北を浅川、西を南浅川が流れ、北西端に合流点がある。東で平岡町・本郷町、南で八木町・追分町・日吉町、西で泉町・横川町、北で中野上町と隣接する。東部を秋川街道や北大通り（国道20号のバイパス的役割を果たす市道）が通過しているが、八王子市役所があるほかは大半は住宅地である。

### 河川
- 浅川
- 南浅川

### 地価
住宅地の地価は、2014年（平成26年）1月1日の公示地価によれば、元本郷町4-7-4の地点で18万6000円/m2となっている。

## 歴史

### 町名の由来
八王子町制施行以前は、現在の元本郷町の区域は本郷村であった。町制施行の際、八王子町内の同一地名（本郷町）との混同を避けるため、元が付いて元本郷町となった。

### 沿革
- 1886年（明治19年）1月16日 - これまでの本郷村の村域を八王子元本郷町とする。[6]
- 1889年（明治22年）4月1日 - 町村制施行により八王子町成立。八王子町元本郷町となる。
- 1912年（大正元年）10月1日 - 五日市往還（秋川街道）以東を平岡町へ分離する。
- 1917年（大正6年）9月1日 - 八王子町が市制施行。八王子市元本郷町となる。
- 1947年（昭和22年）5月10日 - 八王子市立第四中学校が開校。
- 1971年（昭和46年）2月1日 - 住居表示の実施により元本郷町一 - 四丁目となる。
- 1983年（昭和58年）9月24日 - 八王子市役所が本町より移転。10月3日業務開始。

## 世帯数と人口
2017年（平成29年）12月31日現在の世帯数と人口は以下の通りである。
| 丁目           | 世帯数    | 人口    |
| -------------- | --------- | ------- |
| 元本郷町一丁目 | 885世帯   | 1,615人 |
| 元本郷町二丁目 | 644世帯   | 1,237人 |
| 元本郷町三丁目 | 662世帯   | 1,342人 |
| 元本郷町四丁目 | 708世帯   | 1,427人 |
| 計             | 2,899世帯 | 5,621人 |

## 小・中学校の学区
市立小・中学校に通う場合、学区は以下の通りとなる。
| 丁目           | 番地 | 小学校               | 中学校               | 通学許可校           |
| -------------- | ---- | -------------------- | -------------------- | -------------------- |
| 元本郷町一丁目 | 全域 | 八王子市立第二小学校 | 八王子市立第四中学校 |                      |
| 元本郷町二丁目 | 全域 | 八王子市立第二小学校 | 八王子市立第四中学校 |                      |
| 元本郷町三丁目 | 全域 | 八王子市立第五小学校 | 八王子市立第四中学校 | 八王子市立第二小学校 |
| 元本郷町四丁目 | 全域 | 八王子市立第五小学校 | 八王子市立第四中学校 |                      |

## 交通

### 道路・橋梁
- 東京都道32号八王子五日市線（秋川街道）
- 萩原橋・鶴巻橋（浅川）
- 横川橋（南浅川）

### 路線バス
- 西東京バス
  - 京王八王子駅・西八王子駅〜市役所入口・元本郷公園東〜松枝住宅
  - 京王八王子駅〜市役所入口・元本郷公園東〜横川町住宅
  - 京王八王子駅〜市役所入口・元本郷公園東〜高尾駅南口
  - 西八王子駅〜八王子市役所〜楢原町
- はちバス
  - 東海大学八王子病院〜八王子市役所〜北の根東（川口町）

## 施設

### 行政
- 八王子市役所本庁舎（元本郷町三丁目）
- 八王子警察署（元本郷町三丁目）

### 教育
- 八王子市立第四中学校（元本郷町二丁目）

### 郵便局・金融機関
- 八王子市役所前郵便局（元本郷町三丁目）
- 青梅信用金庫八王子市役所前支店（元本郷町四丁目）

### 商業
- クリエイトエス・ディー八王子元本郷店（元本郷町三丁目）

### 公園・神社

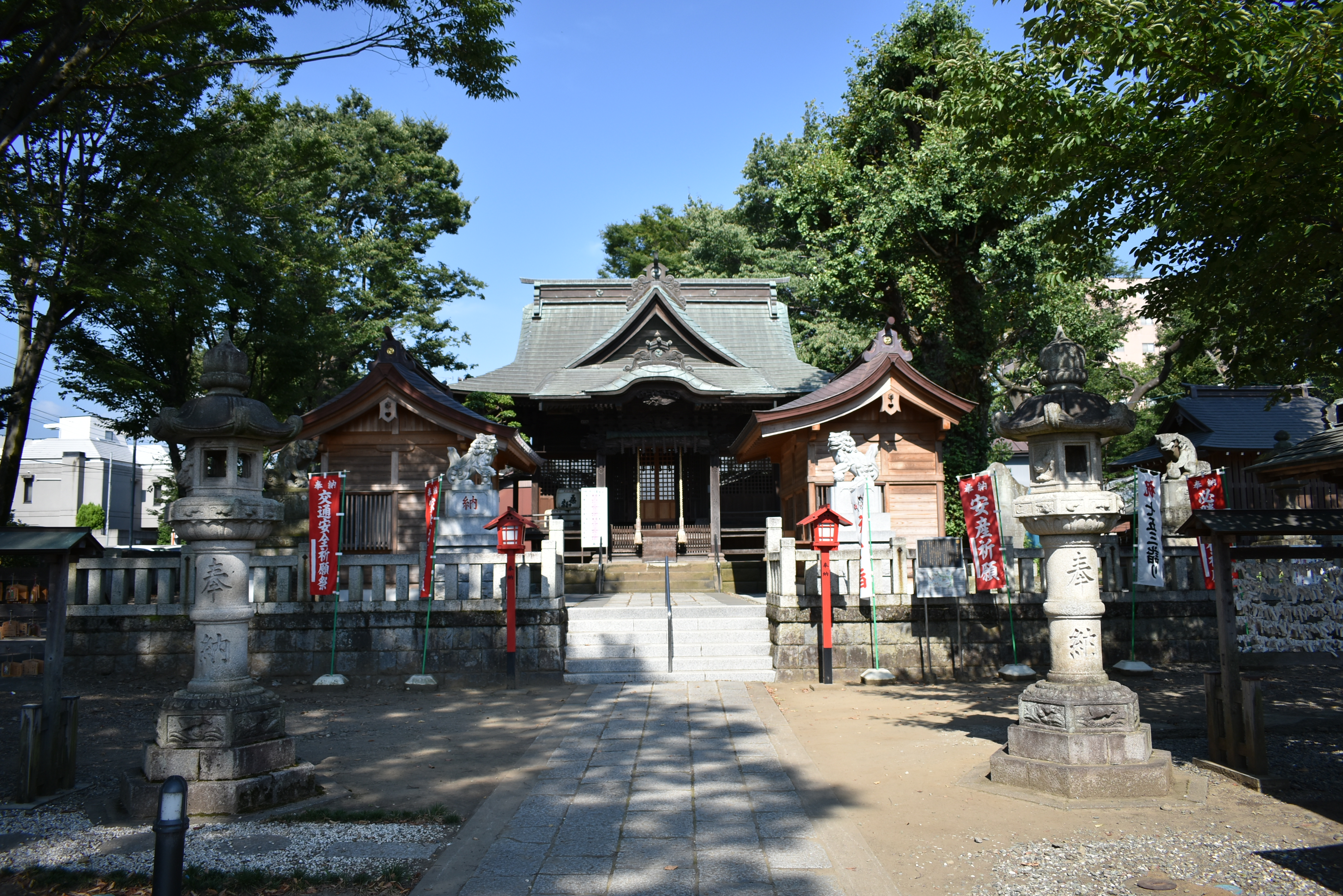
多賀神社（2019年8月10日撮影）

- 善能寺（元本郷町一丁目）
- 善龍寺（元本郷町一丁目）
- 多賀神社（元本郷町四丁目）
- 元本郷公園（元本郷町四丁目）

### その他
- 東京都水道局元本郷浄水所（元本郷町四丁目） - 1929年に完成した八王子市最初の浄水施設（1976年まで市が管轄）